# Monchenkocyclops biwensis
Monchenkocyclops biwensis is een eenoogkreeftjessoort uit de familie van de Cyclopidae. De wetenschappelijke naam van de soort is voor het eerst geldig gepubliceerd in 2005 door Ishida.